# Гегемоне (супутник)
Гегемоне (грец. Ηγεμόνη, англ. Hegemone) — нерегулярний супутник Юпітера, відомий також як Юпітер XXXIX.
Назва закінчується на «е» згідно з правилами Міжнародного астрономічного союзу для позначення супутників з ретроградними орбітами.

## Відкриття
Відкритий 2003 року Скоттом Шеппардом і групою астрономів з Гавайського університету, отримав тимчасове позначення S/2003 J 8.
2005 року отримав офіційну назву Гегемоне на честь персонажа давньогрецької міфології Гегемони — однієї з харит, дочок Зевса-Юпітера.

## Орбіта
Супутник за 745,5 земних діб здійснює повний оберт навколо Юпітера на відстані приблизно 23 703 000 км. Орбіта має ексцентриситет ~0,4077.
Супутник належить до групи Пасіфе, нерегулярних супутників з орбітами висотою від 22,8 до 24,1 млн км і нахилами орбіт від 144,5 до 158,3 градусів.

## Фізичні характеристики
Супутник має діаметр приблизно 3 км, альбедо 0,04. Оцінна густина 2,6 г/см³.